# Mihai Eminescu
Mihai Eminescu eller Mihail Eminovici (født 15. januar 1850, død 15. juni 1889) var en sen-romantisk digter, måske den bedst kendte af de rumænske digtere. Hans kendte værker omfatter Luceafărul (Morgenstjerne), Mai am un singur dor (Jeg har et enkelt ønske tilbage) og de 5 Scrisori (Breve).
Eminescu var en aktiv del af det litterære selskab Junimea, han var et fremtrædende medlem af det konservative parti i Rumænien, og han var journalist ved bladet Timpul.

## Baggrund
"Mihail" er den gammeldags form af "Mihai" (som er den rumænske stavemåde for "Michael"). Både det ene og det andet blev brugt i Eminescus livstid, og han brugte også selv dem begge, men i nutidens Rumænien benævnes han næsten altid som Mihai Eminescu.
Hans far hed Gheorghe Eminovici og stammede fra Calineşti, som på den tid var en landsby i den østrigske provins Bukovina. Han rejste over grænsen til Moldavien og slog sig ned i nærheden af byen Botoşani. Han blev gift med Raluca Iurăscu, som nedstammede fra en gammel, adelig familie i Moldavien.

## Livsløb

### De unge år
Eminescu blev født i Ipoteşti, Botoşani amt i Moldavien. Hele barndommen boede han i forældrenes familieboliger i Botoşani og Ipoteşti. Fra 1858 til 1866 gik han i skole i Cernăuţi. Han sluttede skolegangen som nr. 5 blandt 82 elever, og bagefter gik han 2 år i gymnasiet.
Det første vidnesbyrd om Eminescu som forfatter findes i 1866. I januar dette år døde hans rumænsklærer, Aron Pumnul, og hans elever udgav et skrift, Lăcrămioarele invăţăceilor gimnaziaşti (Gymnasieelevernes tårer). Her findes et digt med titlen: La mormântul lui Aron Pumnul (Aron Pumnuls grav), som er underskrevet "M. Eminoviciu". Den 25. februar blev hans digt, De-aş avea offentliggjort i Iosif Vulcans litterære blad, Familia, i Pest. Det indledte en række af offentliggjorte digte (og nogle oversættelser fra tysk). Det var også Iosif Vulcan, der ikke kunne lide den slaviske endelse "-ici" i den unge mands efternavn, og som valgte ham det mere rumænskklingende forfatternavn, Mihai Eminescu.
I 1867 blev han optaget i teatertruppen omkring Iorgu Caragiale som kontorist og sufflør. Næste år valgte han at indgå i truppen omkring Mihai Pascaly. Begge grupper var blandt den tids førende inden for rumænsk teaterkunst. Den sidste omfattede Matei Millo og Fanny Tardini-Vlădicescu. Snart efter slog han sig ned i Bukarest, hvor han blev kontorist hos det rumænske nationalteater fra begyndelsen af november. Gennem hele perioden fortsatte han med at skrive og offentliggøre sine digte. Han betalte sin husleje ved at oversætte flere hundrede sider i en bog af Enric Theodor Rotscher, men det blev aldrig til et færdigt værk. Det var på denne tid, han begyndte på romanen Geniu pustiu (Spildt geni).
Den 1. april 1869 blev han én af dem, der grundlagde "Orient", en litterær kreds, hvis aktiviteter omfattede indsamling af eventyr, folkelig digtning og dokumenter med tilknytning til Rumæniens litterære historie. Den 29. juni blev forskellige medlemmer af "Orient"-gruppen sendt ud til forskellige provinser. Eminescu blev tildelt Moldavien.
I løbet af sommeren 1869 forlod han Pascalys trup og rejste til Cernăuţi og Iaşi. Han genoptog kontakten til sin familie, og hans far lovede ham en fast ydelse, hvis han ville fortsætte studierne i Wien fra efteråret. Som sædvanlig fortsatte han med at skrive og udgive poesi, og han offentliggjorde et skrift, La moartea principelui Ştirbey, ved Barbu Dimitrie Ştirbey død. Barbu Dimitrie Ştirbeys havde været hersker over Muntenien.

### Junimeatiden
Fra oktober 1869 til 1872 studerede Eminescu i Wien. Han blev regnet for at være en "ekstraordinær tilhører" ved det filosofisk-juridiske fakultet. Han var aktiv i studenterlivet, blev venner med Ioan Slavici og kom til at kende Wien gennem Veronica Micle. Han var bidragyder til Convorbiri literare (Litterære Samtaler), der blev udgivet af Junimeabevægelsen (af rumænsk june = ”ung”). Lederne af denne kulturelle organisation, Petre P. Carp, Vasile Pogor, Theodor Rosetti, Iacob Negruzzi og Titu Maiorescu fik politisk og kulturel indflydelse på Eminescu i resten af hans liv.
I 1870 skrev han tre artikler under pseudonymet "Varro" i Federaţiunea, som blev udgivet i Pest, om rumænernes og andre minoriteters forhold i Østrig-Ungarn.
Han blev journalist ved avisen Albina i Pest, og fra 1872 til 1874 fortsatte han studierne i Berlin.
Fra 1874 til 1877 arbejdede han som direktør for centralbiblioteket i Iaşi, som lærervikar og skolekontrollant for amterne Iaşi og Vaslui og som udgiver af avisen Curierul de Iaşi (Iaşikureren). Han fortsatte med at udgive ting i Convorbiri literare.
I 1877 flyttede han til Bukarest, hvor han først var udgiver og dernæst (1880) chefredaktør for avisen Timpul (Tiden). I denne periode skrev han de fleste af digtene Scrisorile, Luceafărul osv. Denne arbejdsindsats fik dog alvorlige konsekvenser for hans helbred.
I juni 1883 blev digteren alvorligt syg og han blev indlagt på hospitalet hos dr. Şuţu. I december samme år udkom hans bind Poezii med udvalgte digte og et forord af Titu Maiorescu.

### De sidste år
I hans sidste år led Eminescu af en manio-depressiv psykose, og i 1883 fik han stillet diagnosen syfilis i Rumænien. George Călinescu skrev senere i digterens biografi, at han havde haft sygdommen, siden han var 20. En ny diagnose fra samme år, men på grundlag af undersøgelser i Wien, omtalte nok depressionen, men ikke syfilis. I 1884 vendte han tilbage til Rumænien og virkede stort set rask. Fra og med 1886 fik han dog injektioner med kviksølv, som var datidens sædvanlige kur mod syfilis.
Eminescu døde på hospital den 15. juni 1889. Obduktionen blev ikke udført ordentligt, så den præcise årsag til hans død bliver næppe nogenside endeligt fastslået. Han ligger begravet i Bukarest på Bellukirkegården.

## Værker
De vigtigste digte er:
- Doina (navnet på en traditional, rumænsk sang),
- Lacul (Søen)
- Luceafărul (Lucifer eller Aftenstjernen)
- Floare albastră (Blå blomst)
- Dorinţa (Begær)
- Sara pe deal (Aften på højen)
- O, rămii (Åh, bliv)
- Epigonii (Epigoner)
- Scrisori (Breve)
- Si dacă (Når som helst),
- Odă (în metru antic) (Ode (på versemål fra antikken))
- Mai am un singur dor (Jeg har endnu ét ønske)

Prosa:
- Făt-Frumos din lacrimi (Prince Charming, den tårevædede)
- Geniu pustiu (Spildte evner)
- Sărmanul Dionis (Stakkels Dionis)
- Cezara (Caesara).

Samlet udgave:
- Kurt W. Treptow: Poems and Prose of Mihai Eminescu, ISBN 973-9432-10-7, som indeholder et udvalg af Eminescus digte og prosatekster i engelsk oversættelse.

## Indflydelse
Nicolae Iorga, den rumænske historiker, betragter Eminescu som fødselshjælper for det moderne, rumænske sprog. Der er almindelig enighed om, at han er den største og mest repræsentative, rumænske digter.
Hans digte spænder over en lang række temaer: fra naturen over historisk interesse til sociale kommentarer. Det ubekymrede liv, han levede som ung, blev bearbejdet med dyb nostalgi i hans sene digtning.
Eminescus værker er oversat til mere end 60 sprog.